# Taxitheliella richardsii
Espèce
Statut de conservation UICN

 CR B1+2c : 
En danger critique
Taxitheliella richardsii est une espèce de plantes de la famille des Fabroniaceae.

## Publication originale
- Journal of the Linnean Society, Botany 50: 129. 4 f. 47. 1935.